# Anacanthotermes
Anacanthotermes es un género de termitas  perteneciente a la familia Hodotermitidae que tiene las siguientes especies:

## Especies
- Anacanthotermes ahngerianus
- Anacanthotermes baeckmannianus
- Anacanthotermes baluchistanicus
- Anacanthotermes esmailii
- Anacanthotermes gurganiensis
- Anacanthotermes iranicus
- Anacanthotermes macrocephalus
- Anacanthotermes murgabicus
- Anacanthotermes ochraceus
- Anacanthotermes saudiensis
- Anacanthotermes sawensis
- Anacanthotermes septentrionalis
- Anacanthotermes turkestanicus
- Anacanthotermes ubachi
- Anacanthotermes vagans
- Anacanthotermes viarum